# Scottish League Cup 1961/62
Der Scottish League Cup wurde 1961/62 zum 16. Mal ausgespielt. Der schottische Fußball-Ligapokal, der unter den Teilnehmern der Scottish Football League ausgetragen wurde, begann am 12. August 1961 und endete mit dem Wiederholungsfinale am 18. Dezember 1961 im Hampden Park von Glasgow. Als Titelverteidiger starteten die Glasgow Rangers in den Wettbewerb, die sich im Vorjahresfinale gegen den FC Kilmarnock durchgesetzt hatten. Im diesjährigen Endspiel trafen die Rangers auf Heart of Midlothian. Beide Mannschaften waren zu diesem Zeitpunkt gemeinsam mit dem FC East Fife mit drei Erfolgen Rekordsieger in diesem Wettbewerb. Die Rangers erreichten zum sechsten Mal das Endspiel im Ligapokal nach 1947, 1949, 1952, 1958 und 1961. Die Hearts erreichten nach 1955, 1959 und 1960 zum vierten Mal das Finale. Die Rangers gewannen nach einem 1:1, das Wiederholungsfinale mit 3:1 und zum vierten Mal den Titel. In der gleichen Saison wurden die Rangers hinter dem FC Dundee Vizemeister in der Liga. Die Hearts wurden Tabellensechster. Neben den Ligapokal gewannen die Rangers auch den schottischen Pokal im Finale gegen den FC St. Mirren.

## Gruppenphase

### Gruppe 1
Ausgetragen wurden die Begegnungen zwischen dem 12. August und 2. September 1961.
| Pl. | Verein              | Sp. | S | U | N | Tore    | Diff. | Punkte |
| --- | ------------------- | --- | - | - | - | ------- | ----- | ------ |
| 1.  | FC St. Johnstone    | 6   | 3 | 2 | 1 | 009:800 | +1    | 08     |
| 2.  | Celtic Glasgow      | 6   | 3 | 1 | 2 | 010:100 | ±0    | 07     |
| 3.  | Hibernian Edinburgh | 6   | 2 | 2 | 2 | 011:900 | +2    | 06     |
| 4.  | Partick Thistle     | 6   | 1 | 1 | 4 | 010:130 | −3    | 03     |

| 1. Spieltag         |     |                     |
| Partick Thistle     | 2:3 | Celtic Glasgow      |
| FC St. Johnstone    | 1:1 | Hibernian Edinburgh |
| 2. Spieltag         |     |                     |
| Celtic Glasgow      | 0:1 | FC St. Johnstone    |
| Hibernian Edinburgh | 2:1 | Partick Thistle     |
| 3. Spieltag         |     |                     |
| Hibernian Edinburgh | 2:2 | Celtic Glasgow      |
| Partick Thistle     | 0:0 | FC St. Johnstone    |
| 4. Spieltag         |     |                     |
| Celtic Glasgow      | 3:2 | Partick Thistle     |
| Hibernian Edinburgh | 4:1 | FC St. Johnstone    |
| 5. Spieltag         |     |                     |
| Partick Thistle     | 2:1 | Hibernian Edinburgh |
| FC St. Johnstone    | 2:0 | Celtic Glasgow      |
| 6. Spieltag         |     |                     |
| Celtic Glasgow      | 2:1 | Hibernian Edinburgh |
| FC St. Johnstone    | 4:3 | Partick Thistle     |

### Gruppe 2
Ausgetragen wurden die Begegnungen zwischen dem 12. August und 2. September 1961.
| Pl. | Verein               | Sp. | S | U | N | Tore    | Diff. | Punkte |
| --- | -------------------- | --- | - | - | - | ------- | ----- | ------ |
| 1.  | FC Motherwell        | 6   | 4 | 1 | 1 | 014:100 | +4    | 09     |
| 2.  | Dunfermline Athletic | 6   | 2 | 3 | 1 | 007:300 | +4    | 07     |
| 3.  | FC Aberdeen          | 6   | 1 | 2 | 3 | 011:140 | −3    | 04     |
| 4.  | Dundee United        | 6   | 1 | 2 | 3 | 010:150 | −5    | 04     |

| 1. Spieltag          |     |                      |
| Dunfermline Athletic | 1:2 | FC Aberdeen          |
| FC Motherwell        | 5:3 | Dundee United        |
| 2. Spieltag          |     |                      |
| FC Aberdeen          | 3:4 | FC Motherwell        |
| Dundee United        | 0:0 | Dunfermline Athletic |
| 3. Spieltag          |     |                      |
| Dundee United        | 5:3 | FC Aberdeen          |
| FC Motherwell        | 1:1 | Dunfermline Athletic |
| 4. Spieltag          |     |                      |
| FC Aberdeen          | 0:0 | Dunfermline Athletic |
| Dundee United        | 0:2 | FC Motherwell        |
| 5. Spieltag          |     |                      |
| Dunfermline Athletic | 3:0 | Dundee United        |
| FC Motherwell        | 2:1 | FC Aberdeen          |
| 6. Spieltag          |     |                      |
| FC Aberdeen          | 2:2 | Dundee United        |
| Dunfermline Athletic | 2:0 | FC Motherwell        |

### Gruppe 3
Ausgetragen wurden die Begegnungen zwischen dem 12. August und 2. September 1961.
| Pl. | Verein           | Sp. | S | U | N | Tore    | Diff. | Punkte |
| --- | ---------------- | --- | - | - | - | ------- | ----- | ------ |
| 1.  | Glasgow Rangers  | 6   | 5 | 1 | 0 | 018:500 | +13   | 11     |
| 2.  | FC Dundee        | 6   | 2 | 2 | 2 | 014:100 | +4    | 06     |
| 3.  | Third Lanark     | 6   | 2 | 2 | 2 | 010:140 | −4    | 06     |
| 4.  | Airdrieonians FC | 6   | 0 | 1 | 5 | 005:180 | −13   | 01     |

| 1. Spieltag      |     |                  |
| FC Dundee        | 2:0 | Airdrieonians FC |
| Third Lanark     | 0:2 | Glasgow Rangers  |
| 2. Spieltag      |     |                  |
| Airdrieonians FC | 2:2 | Third Lanark     |
| Glasgow Rangers  | 4:2 | FC Dundee        |
| 3. Spieltag      |     |                  |
| Airdrieonians FC | 1:2 | Glasgow Rangers  |
| Third Lanark     | 3:2 | FC Dundee        |
| 4. Spieltag      |     |                  |
| Airdrieonians FC | 0:5 | FC Dundee        |
| Glasgow Rangers  | 5:0 | Third Lanark     |
| 5. Spieltag      |     |                  |
| FC Dundee        | 1:1 | Glasgow Rangers  |
| Third Lanark     | 3:1 | Airdrieonians FC |
| 6. Spieltag      |     |                  |
| FC Dundee        | 2:2 | Third Lanark     |
| Glasgow Rangers  | 4:1 | Airdrieonians FC |

### Gruppe 4
Ausgetragen wurden die Begegnungen zwischen dem 12. August und 2. September 1961.
| Pl. | Verein              | Sp. | S | U | N | Tore    | Diff. | Punkte |
| --- | ------------------- | --- | - | - | - | ------- | ----- | ------ |
| 1.  | Heart of Midlothian | 6   | 4 | 0 | 2 | 009:600 | +3    | 08     |
| 2.  | FC Kilmarnock       | 6   | 3 | 0 | 3 | 018:800 | +10   | 06     |
| 3.  | FC St. Mirren       | 6   | 3 | 0 | 3 | 007:110 | −4    | 06     |
| 4.  | Raith Rovers        | 6   | 2 | 0 | 4 | 007:160 | −9    | 04     |

| 1. Spieltag         |     |                     |
| Heart of Midlothian | 1:0 | Raith Rovers        |
| FC St. Mirren       | 1:0 | FC Kilmarnock       |
| 2. Spieltag         |     |                     |
| FC Kilmarnock       | 1:2 | Heart of Midlothian |
| Raith Rovers        | 0:3 | FC St. Mirren       |
| 3. Spieltag         |     |                     |
| Raith Rovers        | 1:7 | FC Kilmarnock       |
| FC St. Mirren       | 1:0 | Heart of Midlothian |
| 4. Spieltag         |     |                     |
| FC Kilmarnock       | 6:1 | FC St. Mirren       |
| Raith Rovers        | 3:1 | Heart of Midlothian |
| 5. Spieltag         |     |                     |
| Heart of Midlothian | 2:0 | FC Kilmarnock       |
| FC St. Mirren       | 0:2 | Raith Rovers        |
| 6. Spieltag         |     |                     |
| Heart of Midlothian | 3:1 | FC St. Mirren       |
| FC Kilmarnock       | 4:1 | Raith Rovers        |

### Gruppe 5
Ausgetragen wurden die Begegnungen zwischen dem 12. August und 2. September 1961.
| Pl. | Verein          | Sp. | S | U | N | Tore    | Diff. | Punkte |
| --- | --------------- | --- | - | - | - | ------- | ----- | ------ |
| 1.  | Stirling Albion | 6   | 5 | 0 | 1 | 016:900 | +7    | 10     |
| 2.  | Berwick Rangers | 6   | 3 | 1 | 2 | 013:130 | ±0    | 07     |
| 3.  | Alloa Athletic  | 6   | 1 | 2 | 3 | 011:140 | −3    | 04     |
| 4.  | FC Stranraer    | 6   | 1 | 1 | 4 | 007:110 | −4    | 03     |

| 1. Spieltag     |     |                 |
| Alloa Athletic  | 2:3 | Stirling Albion |
| Berwick Rangers | 2:1 | FC Stranraer    |
| 2. Spieltag     |     |                 |
| Stirling Albion | 4:2 | Berwick Rangers |
| FC Stranraer    | 1:1 | Alloa Athletic  |
| 3. Spieltag     |     |                 |
| Berwick Rangers | 3:1 | Alloa Athletic  |
| Stirling Albion | 4:1 | FC Stranraer    |
| 4. Spieltag     |     |                 |
| Stirling Albion | 3:1 | Alloa Athletic  |
| FC Stranraer    | 1:2 | Berwick Rangers |
| 5. Spieltag     |     |                 |
| Alloa Athletic  | 2:0 | FC Stranraer    |
| Berwick Rangers | 0:2 | Stirling Albion |
| 6. Spieltag     |     |                 |
| Alloa Athletic  | 4:4 | Berwick Rangers |
| FC Stranraer    | 3:0 | Stirling Albion |

### Gruppe 6
Ausgetragen wurden die Begegnungen zwischen dem 12. August und 2. September 1961.
| Pl. | Verein              | Sp. | S | U | N | Tore    | Diff. | Punkte |
| --- | ------------------- | --- | - | - | - | ------- | ----- | ------ |
| 1.  | Hamilton Academical | 6   | 5 | 1 | 0 | 016:800 | +8    | 11     |
| 2.  | FC Montrose         | 6   | 3 | 1 | 2 | 016:800 | +8    | 07     |
| 3.  | FC Clyde            | 6   | 3 | 0 | 3 | 014:140 | ±0    | 06     |
| 4.  | FC Stenhousemuir    | 6   | 0 | 0 | 6 | 005:210 | −16   | 0      |

| 1. Spieltag         |     |                     |
| FC Clyde            | 3:0 | FC Stenhousemuir    |
| FC Montrose         | 2:2 | Hamilton Academical |
| 2. Spieltag         |     |                     |
| Hamilton Academical | 3:2 | FC Clyde            |
| FC Stenhousemuir    | 1:4 | FC Montrose         |
| 3. Spieltag         |     |                     |
| FC Clyde            | 3:2 | FC Montrose         |
| FC Stenhousemuir    | 1:3 | Hamilton Academical |
| 4. Spieltag         |     |                     |
| Hamilton Academical | 2:0 | FC Montrose         |
| FC Stenhousemuir    | 2:4 | FC Clyde            |
| 5. Spieltag         |     |                     |
| FC Clyde            | 2:3 | Hamilton Academical |
| FC Montrose         | 4:0 | FC Stenhousemuir    |
| 6. Spieltag         |     |                     |
| Hamilton Academical | 3:1 | FC Stenhousemuir    |
| FC Montrose         | 4:0 | FC Clyde            |

### Gruppe 7
Ausgetragen wurden die Begegnungen zwischen dem 12. August und 2. September 1961.
| Pl. | Verein             | Sp. | S | U | N | Tore    | Diff. | Punkte |
| --- | ------------------ | --- | - | - | - | ------- | ----- | ------ |
| 1.  | FC East Fife       | 6   | 6 | 0 | 0 | 025:500 | +20   | 12     |
| 2.  | Queen of the South | 6   | 3 | 0 | 3 | 011:600 | +5    | 06     |
| 3.  | FC Arbroath        | 6   | 3 | 0 | 3 | 008:130 | −5    | 06     |
| 4.  | Brechin City       | 6   | 0 | 0 | 6 | 006:260 | −20   | 0      |

| 1. Spieltag        |     |                    |
| FC East Fife       | 3:1 | Brechin City       |
| Queen of the South | 1:0 | FC Arbroath        |
| 2. Spieltag        |     |                    |
| FC Arbroath        | 1:4 | FC East Fife       |
| Brechin City       | 0:4 | Queen of the South |
| 3. Spieltag        |     |                    |
| Brechin City       | 1:2 | FC Arbroath        |
| Queen of the South | 1:3 | FC East Fife       |
| 4. Spieltag        |     |                    |
| FC Arbroath        | 1:0 | Queen of the South |
| Brechin City       | 2:8 | FC East Fife       |
| 5. Spieltag        |     |                    |
| FC East Fife       | 6:0 | FC Arbroath        |
| Queen of the South | 5:1 | Brechin City       |
| 6. Spieltag        |     |                    |
| FC Arbroath        | 4:1 | Brechin City       |
| FC East Fife       | 1:0 | Queen of the South |

### Gruppe 8
Ausgetragen wurden die Begegnungen zwischen dem 12. August und 2. September 1961.
| Pl. | Verein         | Sp. | S | U | N | Tore    | Diff. | Punkte |
| --- | -------------- | --- | - | - | - | ------- | ----- | ------ |
| 1.  | Ayr United     | 6   | 4 | 2 | 0 | 016:100 | +6    | 10     |
| 2.  | FC Falkirk     | 6   | 2 | 4 | 0 | 012:800 | +4    | 08     |
| 3.  | FC Cowdenbeath | 6   | 1 | 2 | 3 | 011:140 | −3    | 04     |
| 4.  | FC Dumbarton   | 6   | 1 | 0 | 5 | 007:140 | −7    | 02     |

| 1. Spieltag    |     |                |
| Ayr United     | 3:1 | FC Dumbarton   |
| FC Falkirk     | 2:2 | FC Cowdenbeath |
| 2. Spieltag    |     |                |
| FC Cowdenbeath | 2:3 | Ayr United     |
| FC Dumbarton   | 0:1 | FC Falkirk     |
| 3. Spieltag    |     |                |
| Ayr United     | 1:1 | FC Falkirk     |
| FC Cowdenbeath | 4:3 | FC Dumbarton   |
| 4. Spieltag    |     |                |
| FC Cowdenbeath | 1:1 | FC Falkirk     |
| FC Dumbarton   | 1:2 | Ayr United     |
| 5. Spieltag    |     |                |
| Ayr United     | 3:1 | FC Cowdenbeath |
| FC Falkirk     | 3:0 | FC Dumbarton   |
| 6. Spieltag    |     |                |
| FC Dumbarton   | 2:1 | FC Cowdenbeath |
| FC Falkirk     | 4:4 | Ayr United     |

### Gruppe 9
Ausgetragen wurden die Begegnungen zwischen dem 12. August und 2. September 1961.
| Pl. | Verein                | Sp. | S | U | N | Tore    | Diff. | Punkte |
| --- | --------------------- | --- | - | - | - | ------- | ----- | ------ |
| 1.  | Albion Rovers         | 4   | 4 | 0 | 0 | 016:700 | +9    | 08     |
| 2.  | FC Queen’s Park       | 4   | 3 | 0 | 1 | 014:700 | +7    | 06     |
| 3.  | FC East Stirlingshire | 4   | 2 | 0 | 2 | 009:130 | −4    | 04     |
| 4.  | Greenock Morton       | 4   | 1 | 0 | 3 | 005:110 | −6    | 02     |
| 5.  | Forfar Athletic       | 4   | 0 | 0 | 4 | 005:110 | −6    | 0      |

| 1. Spieltag           |     |                       |
| Albion Rovers         | 5:2 | FC East Stirlingshire |
| Forfar Athletic       | 1:3 | FC Queen’s Park       |
| 2. Spieltag           |     |                       |
| Greenock Morton       | 2:1 | Forfar Athletic       |
| FC Queen’s Park       | 1:3 | Albion Rovers         |
| 3. Spieltag           |     |                       |
| FC East Stirlingshire | 4:1 | Greenock Morton       |
| Forfar Athletic       | 3:5 | Albion Rovers         |
| 4. Spieltag           |     |                       |
| FC East Stirlingshire | 1:0 | Forfar Athletic       |
| Greenock Morton       | 1:3 | FC Queen’s Park       |
| 5. Spieltag           |     |                       |
| Albion Rovers         | 3:1 | Greenock Morton       |
| FC Queen’s Park       | 7:2 | FC East Stirlingshire |

## Supplementary Round
Ausgetragen wurde die Extrarunde am 4. und 6. September 1961.
|              | Gesamt |               | Hinspiel | Rückspiel |
| ------------ | ------ | ------------- | -------- | --------- |
| FC East Fife | 6:2    | Albion Rovers | 4:1      | 2:1       |

## Viertelfinale
Ausgetragen wurden die Hinspiele am 13. September 1961. Die Rückspiele fanden am 20. September 1961 statt.
|                     | Gesamt |                     | Hinspiel | Rückspiel |
| ------------------- | ------ | ------------------- | -------- | --------- |
| Ayr United          | 4:5    | Stirling Albion     | 4:2      | 0:3 n. V. |
| Hamilton Academical | 1:4    | Heart of Midlothian | 1:2      | 0:2       |
| FC Motherwell       | 3:4    | FC St. Johnstone    | 2:3      | 1:1       |
| Glasgow Rangers     | 6:2    | FC East Fife        | 3:1      | 3:1       |

## Halbfinale
Ausgetragen wurden die Spiele am 11. Oktober 1961.
|                     | Ergebnis  |                  |
| ------------------- | --------- | ---------------- |
| Heart of Midlothian | 2:1 n. V. | Stirling Albion  |
| Glasgow Rangers     | 3:2 n. V. | FC St. Johnstone |

## Finale
| Glasgow Rangers                            | Glasgow Rangers | Heart of Midlothian | Heart of Midlothian |
| ------------------------------------------ | --- | --- | ------------------- |
| Glasgow Rangers                            | \| Finale \| \| 28. Oktober 1961 in Glasgow (Hampden Park) \| \| Ergebnis: 1:1 n. V. (1:1, 1:0) \| \| Zuschauer: 88.635 \| \| Schiedsrichter: Bobby Davidson \| \| Spielbericht \| | \| Finale \| \| 28. Oktober 1961 in Glasgow (Hampden Park) \| \| Ergebnis: 1:1 n. V. (1:1, 1:0) \| \| Zuschauer: 88.635 \| \| Schiedsrichter: Bobby Davidson \| \| Spielbericht \|                | Heart of Midlothian |
| Glasgow Rangers                            | Billy Ritchie – Bobby Shearer, Eric Caldow, Harold Davis, Bill Paterson – Jim Baxter, Alex Scott, Ian McMillan, Davie Wilson – Jimmy Millar, Ralph Brand Cheftrainer: Scot Symon   | Gordon Marshall – Bobby Kirk, David Holt, John Cumming , Willie Polland – Billy Higgins, Danny Ferguson, Alan Gordon, Johnny Hamilton – Maurice Elliott, Willie Wallace Cheftrainer: Tommy Walker | Heart of Midlothian |
| Glasgow Rangers                            | 1:0 Jimmy Miller (15.) | 1:1 John Cumming (77., Elfmeter) | Heart of Midlothian |
| Finale                                     | | |                     |
| 28. Oktober 1961 in Glasgow (Hampden Park) | | |                     |
| Ergebnis: 1:1 n. V. (1:1, 1:0)             | | |                     |
| Zuschauer: 88.635                          | | |                     |
| Schiedsrichter: Bobby Davidson             | | |                     |
| Spielbericht                               | | |                     |

## Wiederholungsfinale
| Glasgow Rangers                             | Glasgow Rangers | Heart of Midlothian | Heart of Midlothian |
| ------------------------------------------- | --- | --- | ------------------- |
| Glasgow Rangers                             | \| Finale \| \| 18. Dezember 1961 in Glasgow (Hampden Park) \| \| Ergebnis: 3:1 (3:1) \| \| Zuschauer: 47.552 \| \| Schiedsrichter: Bobby Davidson \| \| Spielbericht \|        | \| Finale \| \| 18. Dezember 1961 in Glasgow (Hampden Park) \| \| Ergebnis: 3:1 (3:1) \| \| Zuschauer: 47.552 \| \| Schiedsrichter: Bobby Davidson \| \| Spielbericht \|                            | Heart of Midlothian |
| Glasgow Rangers                             | Billy Ritchie – Bobby Shearer, Eric Caldow, Harold Davis, Doug Baillie – Jim Baxter, Alex Scott, Ian McMillan, Davie Wilson – Jimmy Millar, Ralph Brand Cheftrainer: Scot Symon | Jim Cruickshank – Bobby Kirk, David Holt, John Cumming , Willie Polland – Billy Higgins, Bobby Blackwood, Danny Ferguson, Johnny Hamilton – Willie Bauld, Norrie Davidson Cheftrainer: Tommy Walker | Heart of Midlothian |
| Glasgow Rangers                             | 1:0 Jimmy Miller (7.) 2:1 Ralph Brand (15.) 3:1 Ian McMillan (19.) | 1:1 Norrie Davidson (8.) | Heart of Midlothian |
| Finale                                      | | |                     |
| 18. Dezember 1961 in Glasgow (Hampden Park) | | |                     |
| Ergebnis: 3:1 (3:1)                         | | |                     |
| Zuschauer: 47.552                           | | |                     |
| Schiedsrichter: Bobby Davidson              | | |                     |
| Spielbericht                                | | |                     |